# 臺灣槲寄生
臺灣槲寄生（学名：Viscum alniformosanae）为槲寄生科槲寄生属下的一个种。

## 扩展阅读
- 維基物種上的相關：台湾槲寄生